# Alyssum condensatum
Alyssum condensatum är en korsblommig växtart som beskrevs av Pierre Edmond Boissier och Heinrich Carl Haussknecht. Alyssum condensatum ingår i släktet stenörter, och familjen korsblommiga växter.

## Underarter
Arten delas in i följande underarter:
- A. c. condensatum
- A. c. flexibile